# Marie-Elisabeth-Lüders-Haus

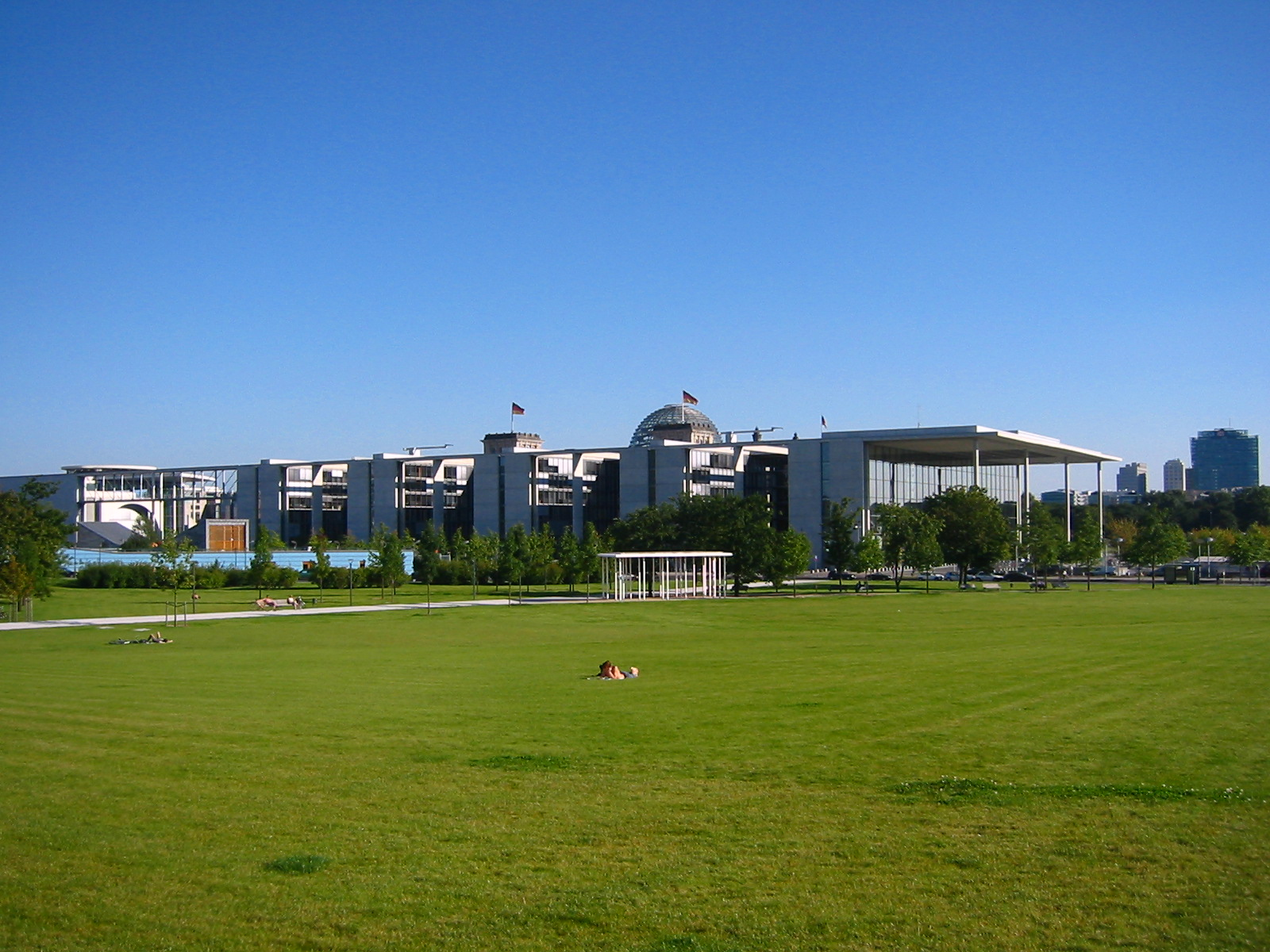
Paul-Löbe-Haus och Marie-Elisabeth-Lüders-Haus med Reichstag i bakgrunden.

Marie-Elisabeth-Lüders-Haus är en parlamentsbyggnad i Berlin som ingår i Band des Bundes.
Byggnaden har fått sitt namn efter Marie Elisabeth Lüders.